# Западна покрајина (Папуа Нова Гвинеја)
Западна Провинција је приморска провинција у југозападној Папуа Новој Гвинеји, на граници индонезијске провинције Папуа. Главни град провинције је Дару (20.053 становника). Највећи град на северу покрајине је Табубил (13.800 становника).
Према попису из 2011. године у провинцији је живело 201,351 становника.

## Географија
Западна Провинција покрива 99,300 км² и представља највећу провинцију у Папуа Новој Гвинеји по површини. Неколико већих река пролази кроз ову провинцију, укључујући реку Флај и њене притоке Стрикленд и Ок Теди. Највеће језеро у Папуа Новој Гвинеји — језеро Мари — смештено је у Западној Провинцији.
Заштићено подручје Тонда на југозападу ове провинције представља мочварно подручје интернационалног значаја и највеће је заштићено подручје у Папуа Новој Гвинеји.

## Економија
Главну економску активност у покрајини чини рудник Ок Теди, првобитно основан од стране BHP-а и предмет великих спорова против традиционалних земљопоседника, како због деградације животне средине, тако и због ауторских права. Тренутно рудником управља компанија Ok Tedi Mining Limited (OTML) .